# Надітичі (заказник)
Наді́тичі — ботанічний заказник місцевого значення в Україні. Розташований у межах Стрийського району Львівської області, на захід від села Надітичі.
Площа — 5,1 га. Заснований рішенням Львівської облради від 1984 року. Перебуває у віданні Пісочненської сільради.
Створений з метою збереження заплавного комплексу річки Дністер з місцем зростання популяції рідкісного виду — рябчика шахового, занесеного до Червоної книги України.

## Світлини

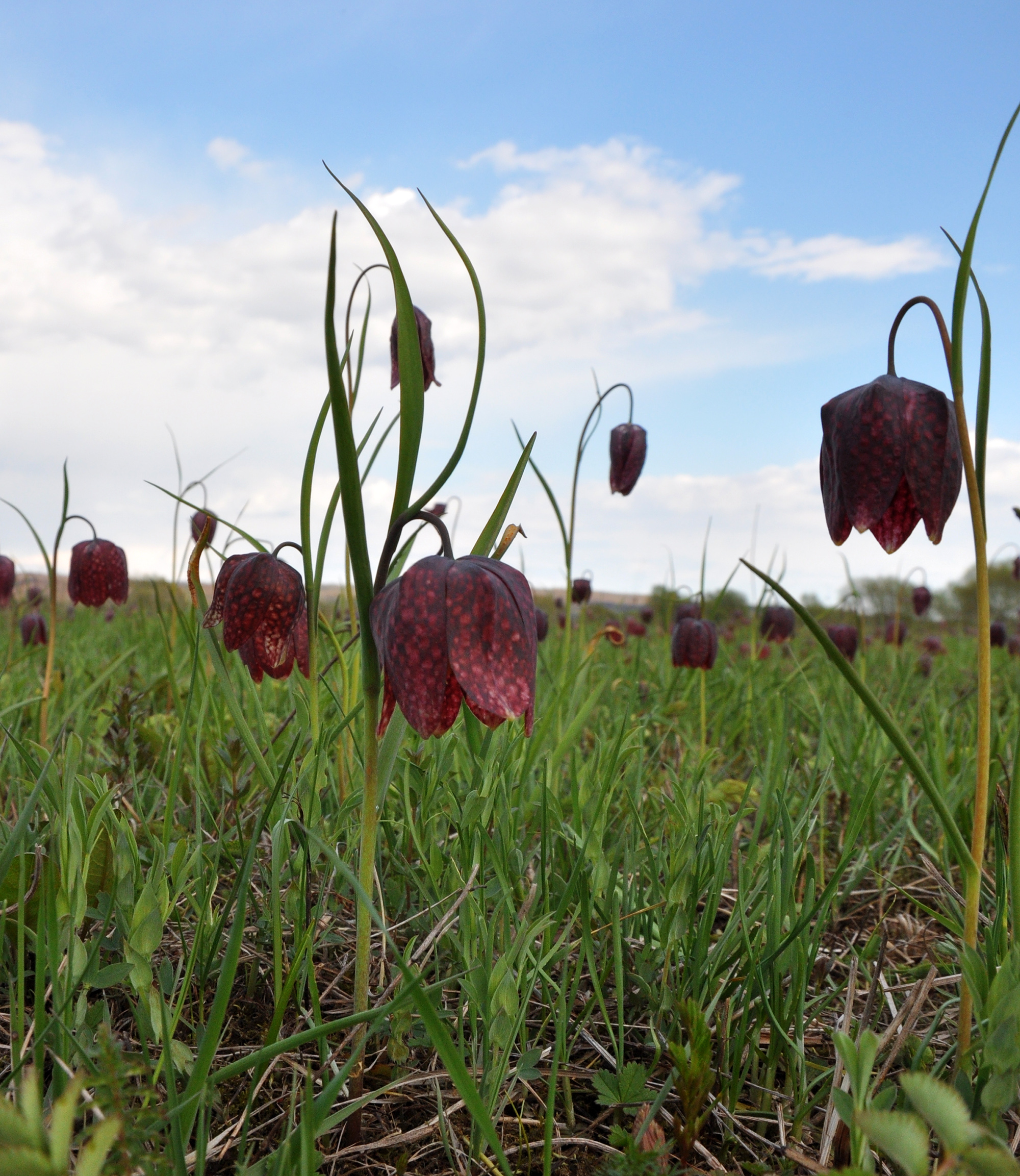
Рябчик шаховий
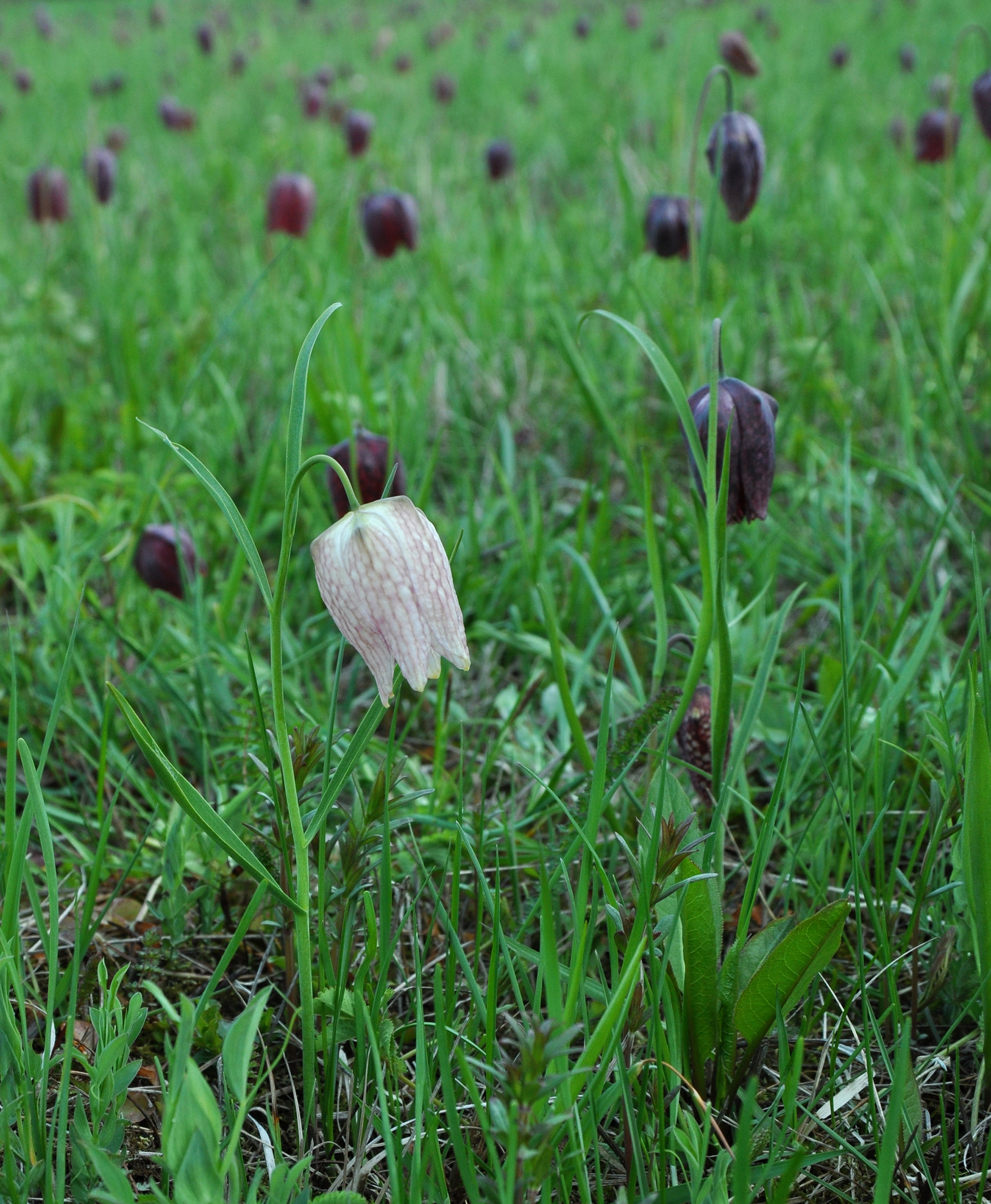
Білоквіткова форма рябчика шахового
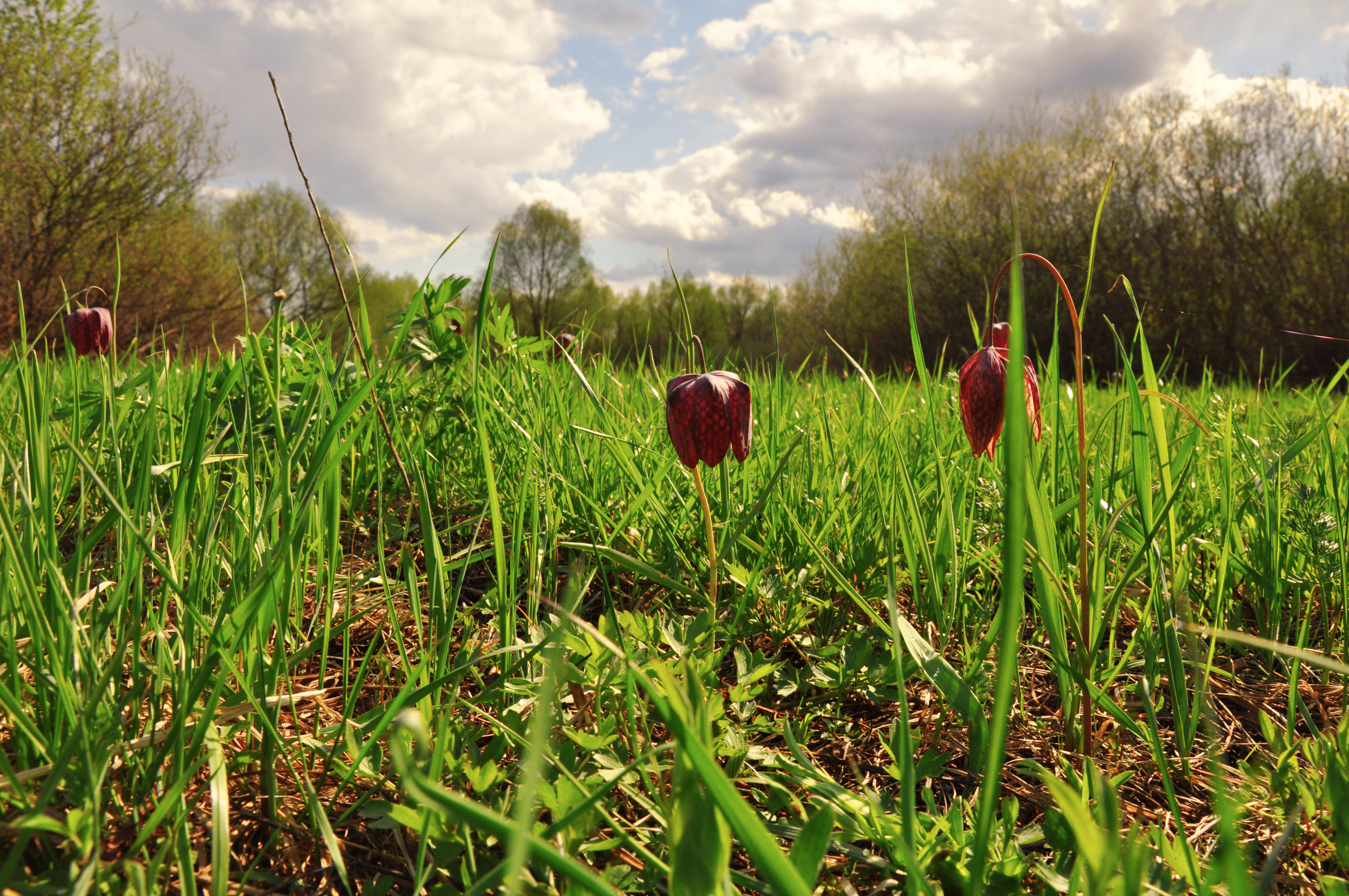
Рябчик шаховий